# Obština Šabla
Obština Šabla (bulharsky Община Шабла) je bulharská jednotka územní samosprávy v Dobričské oblasti. Leží v severovýchodním cípu Bulharska u Černého moře a hranic s Rumunskem. Sídlem obštiny je město Šabla, kromě něj zahrnuje obština 15 vesnic. Žije zde přes 4 tisíce stálých obyvatel.
V obštině se na mysu Šabla nachází nejvýchodnější bod Bulharska v místě 43°32′31″ s. š., 28°36′35″ v. d..

## Sídla
| - Božanovo - Černomorci - Durankulak - Ezerec - Goričane - Gorun | - Graničar - Krapec - Prolez - Smin - Staevci - Šabla (sídlo správy) | - Ťulenovo - Tvărdica - Vaklino - Zachari Stojanovo |

## Sousední obštiny
| Růžice kompasu |                |               |  | Růžice kompasu |
| Růžice kompasu | General Toševo | Sever         |  | Růžice kompasu |
| Růžice kompasu | General Toševo | Obština Šabla |  | Růžice kompasu |
| Růžice kompasu | General Toševo | Jih           |  | Růžice kompasu |
| Růžice kompasu | Kavarna        |               |  | Růžice kompasu |

## Obyvatelstvo
K 15. prosinci 2024 v obštině žilo 4 374 obyvatel a bylo zde trvale hlášeno 4 197 obyvatel. Podle sčítání 7. září 2021 bylo národnostní složení následující:
- Bulhaři: 3 649 (96.3 %)
- Romové: 50 (1.3 %)
- Turci: 43 (1.1 %)
- ostatní[p 4]: 49 (1.3 %)

V období 2011 až 2021 v obštině ubylo 681 obyvatel.